# Peace Sells
Peace Sells — пісня американського треш-метал гурту Megadeth з альбому Peace Sells... But Who's Buying?. Музичний телеканал VH1 визначив цю пісню 11-ю у своєму хіт-параді під назвою «40 найвеличніших метал-пісень усіх часів» , а в 2009 році цей же канал поставив «Peace Sells» на 51-у позицію в списку найкращих хард-рок пісень. Бас-партія цієї пісні довгий час грала в заставці перед новинами на каналі MTV. За словами фронтмена групи, Дейва Мастейна, він ніколи не отримував гонорар за використання його композиції.

Лірика пісні показує негативне ставлення до холодної війни і військової політики держав. Цей трек є також способом Мастейна розвіяти безліч стереотипів про фанатів Megadeth і метал-груп в цілому. Дейв спростовує звинувачення в ледачих, антиурядових і антирелігійних настроях. Фраза «It's still „We the People“, right?» («Ще залишаємося „людьми“, так?») Є відсиланням до преамбули Конституції США, де говориться: 
|  | We the People of the United States, in Order to form a more perfect Union, establish Justice, insure domestic Tranquillity, provide for the common defense, promote the general Welfare, and secure the Blessings of Liberty to ourselves and our Posterity, do ordain and establish this Constitution for the United States of America» |

 («Ми, народ Сполучених Штатів, щоб утворити більш досконалий Союз, встановити правосуддя, гарантувати внутрішній спокій, забезпечити спільну оборону, сприяти загальному добробуту і закріпити блага свободи за нами і потомством нашим, урочисто проголошуємо і встановлюємо цю Конституцію для Сполучених Штатів Америки»).
Пісня «Peace Sells» потрапила в саундтреки таких ігор, як Grand Theft Auto: Vice City, Rock Band 2 і NHL 10.

## Персоналії
- Дейв Мастейн — соло-гітара, вокал
- Девід Еллефсон — бас-гітара, бек-вокал
- Кріс Поланд — гітара
- Гар Самуельсон — барабани